# Schwalheimer Rad
Das Schwalheimer Rad, lokal auch Großes Rad genannt, ist ein ab 1745 erbautes Wasserrad (historisch Kunstrad genannt) am Flusslauf der Wetter in Schwalheim, einem Ortsteil von Bad Nauheim in Hessen. Das Rad mit seinem Durchmesser von fast 10 Metern trieb ehemals über ein 1,3 Kilometer langes Holzgestänge (historisch Feld- oder Kunstgestänge) ein Pumpwerk (historisch „Wasser-“ oder „Pumpenkunst“) an, welches Sole zu den Gradierwerken der Nauheimer Saline förderte.
Das Gesamtbauwerk ist auch als Schwalheimer Pumpwerk oder Schwalheimer Wasserkunst bekannt.

## Geschichte
Die Schwalheimer Wasserkunst wurde 1748 im Auftrag von Jacob Sigismund Waitz von Eschen (Obersalzgraf der Landgrafschaft Hessen-Kassel) erbaut, unter dessen Leitung das Nauheimer Salzwerk zur größten Siedesaline mit schwach-prozentiger Sole in Europa wurde.
Mit der  Wartung der Schwalheimer Anlage wurde ein Kunstwärter beauftragt, der im benachbarten Haus wohnte. Häufige Reparaturen an Rad und Gestänge führten im Laufe der Jahre zu Einschränkungen des Betriebes und erforderten drei Erneuerungen des Rades in den Jahren 1839, 1955 und 1987. Die letzte Erneuerung des Rades erfolgte 2014 durch eine Mühlenbaufirma aus dem Erzgebirge.
Das Schwalheimer Pumpwerk mit dem Großen Rad ist unter der Nummer 4272 in die Liste der Kulturdenkmäler in Hessen eingetragen (siehe auch: Liste der Kulturdenkmäler in Bad Nauheim#Schwalheim).
Das Rad ist heute als gemeine Figur im Schwalheimer Wappen abgebildet.

## Aufbau und Funktionsweise

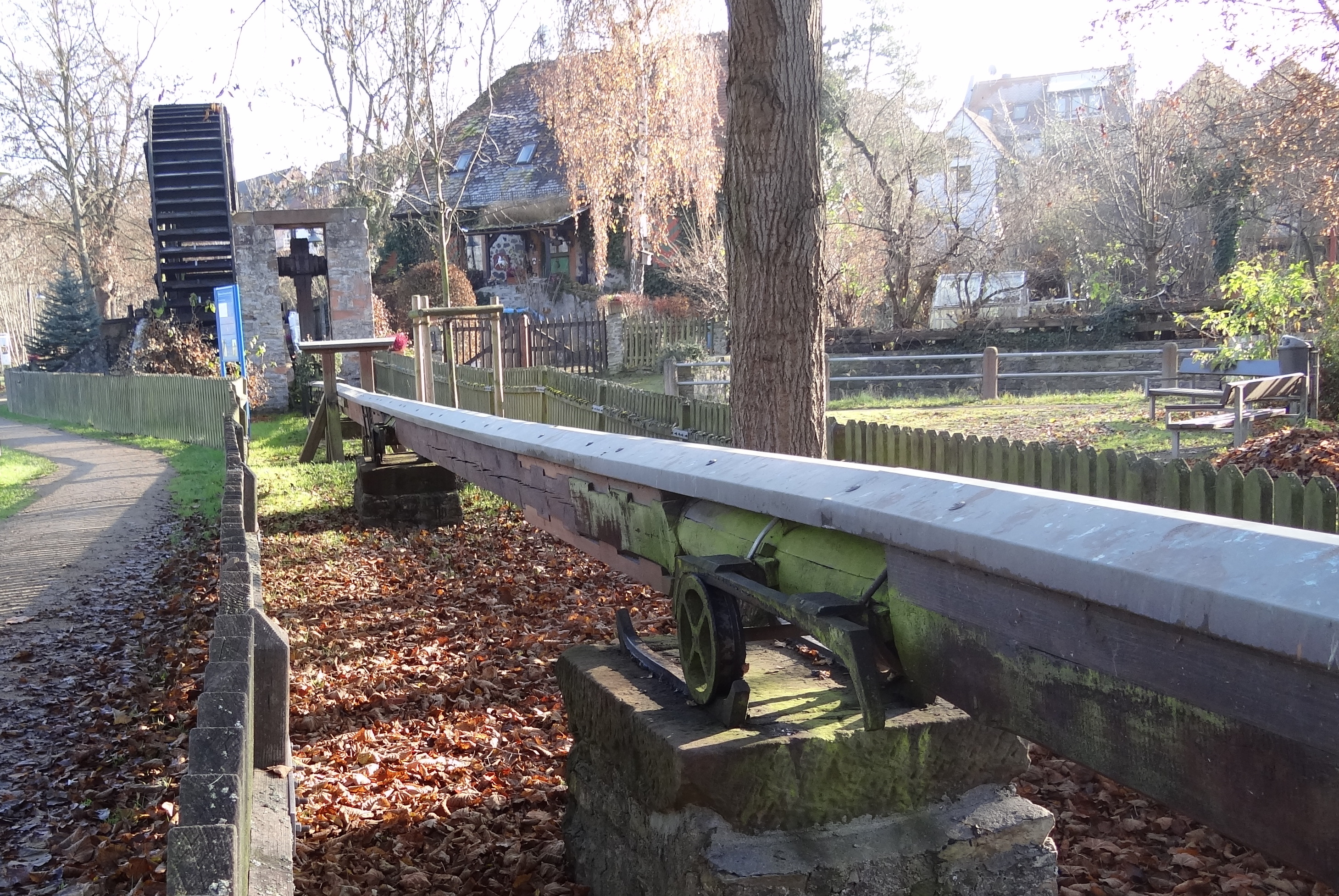
Das Gestänge des Schwalheimer Rades in Bad Nauheim

Das Wasserrad mit der Nummer Sieben war mit einem Durchmesser von 9,75 Metern das größte von ursprünglich sieben Wasserrädern der Nauheimer Saline.
Um die nur 3%ige Sole auf die damals 27 Gradierbauten mit einer Gesamtlänge von 3,7 Kilometern zu pumpen, waren zahlreiche technische Einrichtungen erforderlich, zu denen auch das Schwalheimer Rad und das ihm angeschlossene Feld- oder Kunstgestänge zählte. Obwohl das  Rad am Flusslauf der Wetter mehrere hundert Meter von den Gradierwerken des Salinenbetriebes entfernt war, nahm man die große Distanz in Kauf, da der kleine Fluss auch in trockenen Sommermonaten genügend Wasser führte, um das Rad anzutreiben.
Die Bewegungsenergie des Rades wurde über eine Länge von mehreren hundert Metern zu den Pumpen an den Gradierwerken geleitet, wobei die  Drehbewegung der Radkurbeln über Schwingen in hin- und hergehende Bewegung eines Holzgestänges übersetzt wurden. Das horizontal verlaufende Gestänge hing an schmiedeeisernen Schwenkarmen, die in einem Abstand von acht Metern senkrecht in die Erde eingelassen waren.
Von Schwalheim aus verliefen zunächst zwei parallel verlaufende Gestänge bis zu einer Winkelstation östlich der Frankfurter Straße und von dort aus in einfacher Ausführung zur Pumpstation des 886 Meter entfernten Windmühlenturmes an der „Langen Wand“. Durch einen offenen Bogen im Turm und durch die Stockwerke von zwei weiteren Gradierbauten setzte sich das Gestänge dann  in gerader Richtung bis zum Gradierbau am Ludwigsbrunnen fort. Insgesamt hatte das Gestänge damit eine Länge von 1,3 Kilometern erreicht.
Bei niedrigem Wasserstand der Wetter konnten die Solepumpen, die sich im Mühlenturm befanden, auch mit der Kraft der Windmühlenflügel des Turmes angetrieben werden.

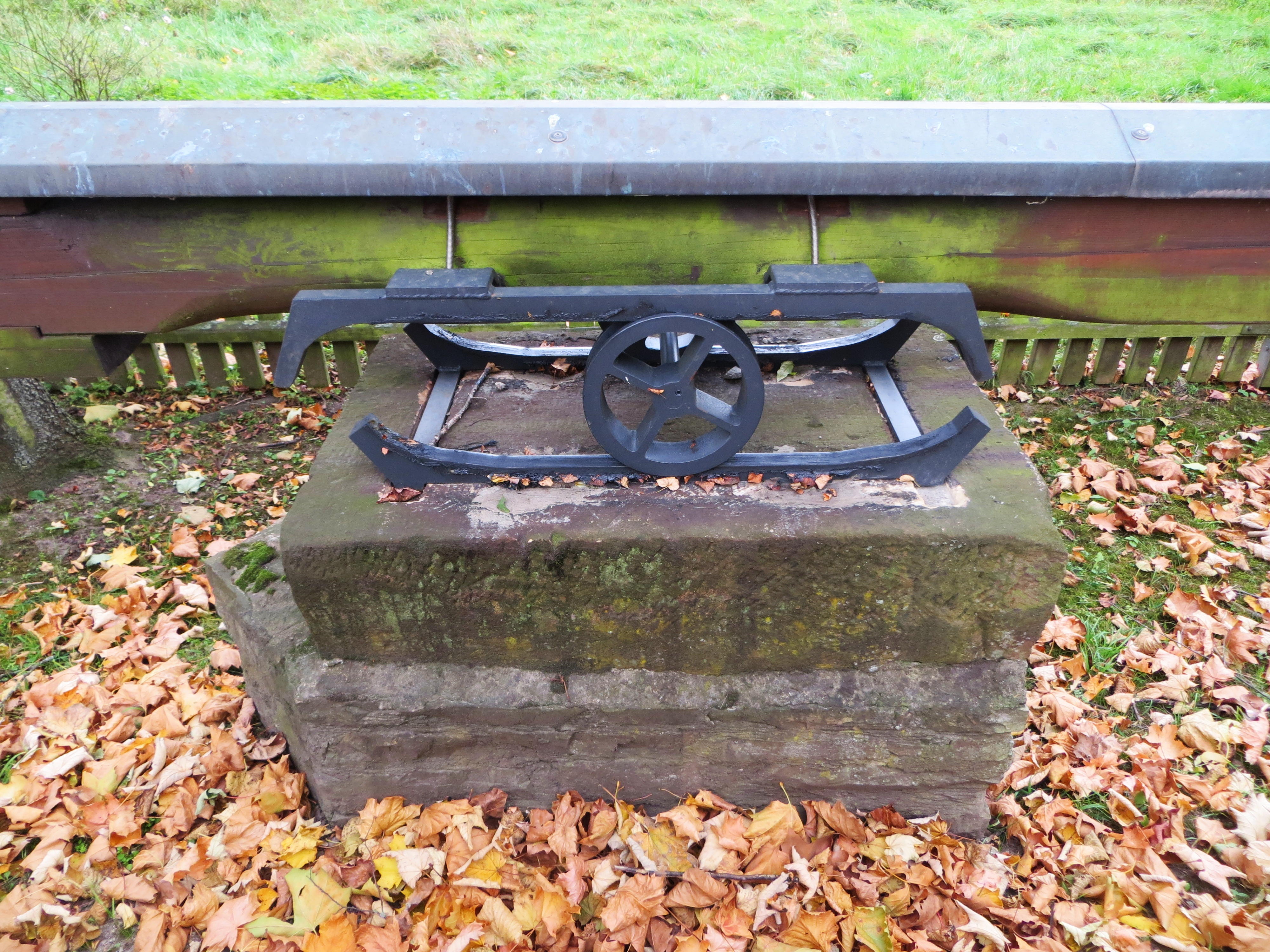
Rollenlagerung des Gestänges

Für das Gestänge entwickelte 1826 der Oberberginspektor Carl Anton Henschel in Kassel eine neue gusseiserne Rollenkonstruktion, bei der sich das Gestänge, von kleinen Rädern getragen, auf Schienen bewegte, die auf niedrigen, steinernen Pfeilern ruhten. Die unteren Schienen hatten an den Enden leichte Steigungen, die bewirkten, dass die Kinetische Energie des Gestänges bei der Bewegungsumkehr nicht vernichtet wurde, sondern in Potentielle Energie umgewandelt wurde, die anschließend die Gegenbewegung unterstützte. Noch heute sind 170 Meter dieser Konstruktion funktionsfähig erhalten.

### Technische Daten
Kunstrad:
- Durchmesser 9,75 Meter
- Material Eichenholz
- 84 Schaufeln, 1,25 m breit, 20 cm hoch
- Leistung 8,7 kW = 12 PS

Kunstgestänge:
- Ehemalige Länge 1.300 Meter (heutige Länge 170 Meter)
- Höhenunterschied 22 Meter, seitliche Ablenkung von 15° über ein Horizontalgelenk
- Bis 1825 Aufhängekonstruktion an Schwenkarmen
- Ab 1826 Rollenkarren mit 113 Stangen